# Prawosław Tenew
Prawosław Krystew Tenew (bułg. Православ Кръстев Тенев, ur. 15 marca 1862 w Warnie, zm. 25 grudnia 1942 w Sofii) – bułgarski wojskowy, generał piechoty, szef sztabu armii bułgarskiej (1914–1915).

## Życiorys
W październiku 1879 rozpoczął służbę wojskową. W 1862 ukończył szkołę wojskową w Sofii i otrzymał awans na stopień podporucznika. W tym samym roku rozpoczął służbę w Rachowie. W kwietniu 1885 otrzymał przydział do 5 primorskiego pułku piechoty. W tym samym roku otrzymał awans na stopień porucznika. W chwili wybuchu wojny z Serbią w 1885, służył jako dowódca kompanii w 8 pułku piechoty. Wziął udział w bitwie pod Sliwnicą. Po zakończeniu wojny przeniesiony do 9 płowdiwskiego pułku piechoty. W 1888 otrzymał awans na stopień kapitana, a w 1893 majora. W 1892 ukończył studia w Akademii Sztabu Generalnego w Turynie. Po powrocie do kraju służył w sztabie 6 dywizji, a następnie jako szef sztabu 1 sofijskiej dywizji piechoty. W latach 1899–1902 w stopniu podpułkownika dowodził 22 trackim pułkiem piechoty, a następnie 4 presławską dywizją piechoty. W 1907 na krótko przeniesiony do ministerstwa wojny, skąd wrócił do służby liniowej jako dowódca 6 dywizji piechoty. W 1908 otrzymał awans na stopień generalski.

## Wojny bałkańskie
W 1912, w chwili wybuchu I wojny bałkańskiej, Tenew dowodził 6 dywizją piechoty, stanowiącą część 3 Armii. Jedna brygada ze składu dywizji wzięła udział w bitwie pod Lozengradem, ale oddziały 6 DP odegrały kluczową rolę w bitwie pod Lüleburgazem, zdobywając miasto. Po zajęciu Lüleburgaz, dywizję oddelegowano do 1 Armii i w jej składzie wzięła udział w bitwie pod Czataldżą. Wysokie straty spowodowały, że dywizję wycofano z frontu.

## I wojna światowa
6 marca 1914 Tenew objął stanowisko szefa sztabu armii. Pełnił tę funkcję do 15 kwietnia 1915, a potem objął ją ponownie we wrześniu 1915 po przystąpieniu Bułgarii do wojny. W 1917 pełnił funkcję szefa Macedońskiego Okręgu Inspekcji Wojskowej. Był inicjatorem budowy Muzeum Wojska. W 1918 awansował na stopień generała piechoty i wkrótce potem przeszedł w stan spoczynku.

## Awanse
- podporucznik (Подпоручик) (1882)
- porucznik  (Поручик) (1885)
- kapitan  (Kапитан) (1888)
- major  (Майор) (1893)
- podpułkownik  (Подполковник) (1898)
- pułkownik  (Полковник) (1903)
- generał major  (Генерал-майор) (1908)
- generał porucznik (Генерал-лейтенант) (1915)
- generał piechoty (Генерал от пехотата) (1918)

## Odznaczenia
- Order Waleczności 2. i 4. st. II klasy
- Order Świętego Aleksandra II stopnia z mieczami i V stopnia
- Order Zasługi Wojskowej III i IV stopnia
- Order Stara Płanina I stopnia z mieczami (pośmiertnie)